# Енсли Сигер
Енсли Сигер (енгл. Ainsley Seiger; Кери, Северна Каролина, 4. септембар 1998) је америчка филмска и телевизијска глумица. Широј јавности је позната по улози детективке Џет Слутмејкерс у НБЦ-овој криминалистичкој серији Ред и закон: Организовани криминал.